# Littel

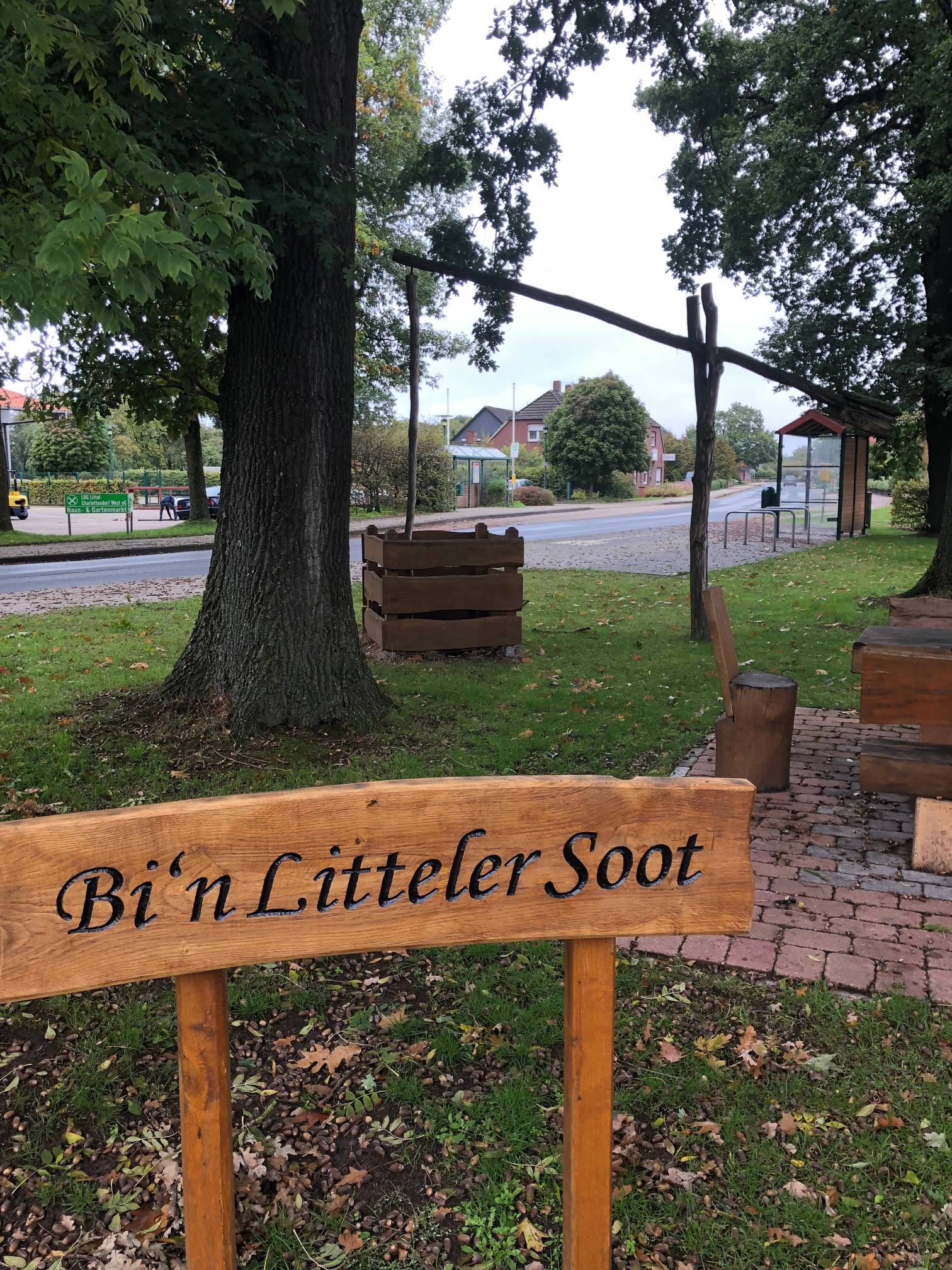

Littel, das oldenburgische „Geestdorf am Vehnemoor“, ist ein Ortsteil der Gemeinde Wardenburg südlich von Oldenburg im nordwestlichen Niedersachsen.

## Geographie
Littel liegt in der Letheniederung zwischen den Wäldern Tüdick und Litteler Fuhrenkamp. 

## Geschichte
Die ältesten Hinweise auf die Existenz der Bauerschaft Littel stammen aus dem 14. Jahrhundert. In einer Urkunde von 1350 wird der Verkauf eines Zehnt-Anteils an einem Hof in „Litlo“ an die Wardenburger Kirche festgehalten.

## Kultur und Sehenswürdigkeiten
- Freiwillige Feuerwehr Littel
- Heimatverein und Dorfgemeinschaft Littel e. V.
- Landleben Littel e. V.
- Sportfreunde Littel Charlottendorf e. V.
- Männergesangsverein Liederkranz Littel
- Frauensingkreis
- Litteler Hähne, Litteler Hähnchen